# Miantonomi Memorial Park
Miantonomi Memorial Park ist ein öffentlicher Park zwischen der Hillside Avenue und der Girard Avenue in Newport im amerikanischen Bundesstaat Rhode Island.

## Geschichte
Die Narragansett-Indianer nutzten das Gebiet bereits seit Jahrhunderten und Hügel und Park sind nach einem Sachem (Häuptling) benannt: Miantonomo. Miantonomi nutzte die Anhöhe als Herrschaftssitz, bis er von englischen Kolonisten 1637 erworben wurde. Die Siedler nutzten den Hügel als Wachtposten und erbauten 1667 ein Leuchtfeuer auf dem Gipfel. Während des Unabhängigkeitskriegs wurden Befestigungsanlagen errichtet, die zum Teil noch erkennbar sind. 1921 erwarb die City of Newport das Grundstück von der Familie Stokes.
2005 wurde der Miantonomi Memorial Park mit seinen 30 acre (12, 14 ha) in den Aquidneck Land Trust eingegliedert.

## Denkmal
Die Park Commission errichtete 1929 einen Turm als Denkmal für den Ersten Weltkrieg.  Am 27. September 2017 wurde der Miantonomi Memorial Park Tower als offizielles Jahrhundertmonument zum 1. Weltkrieg (WWI Centennial memorial) ausgezeichnet und erhält daher Mittel zur Restaurierung.

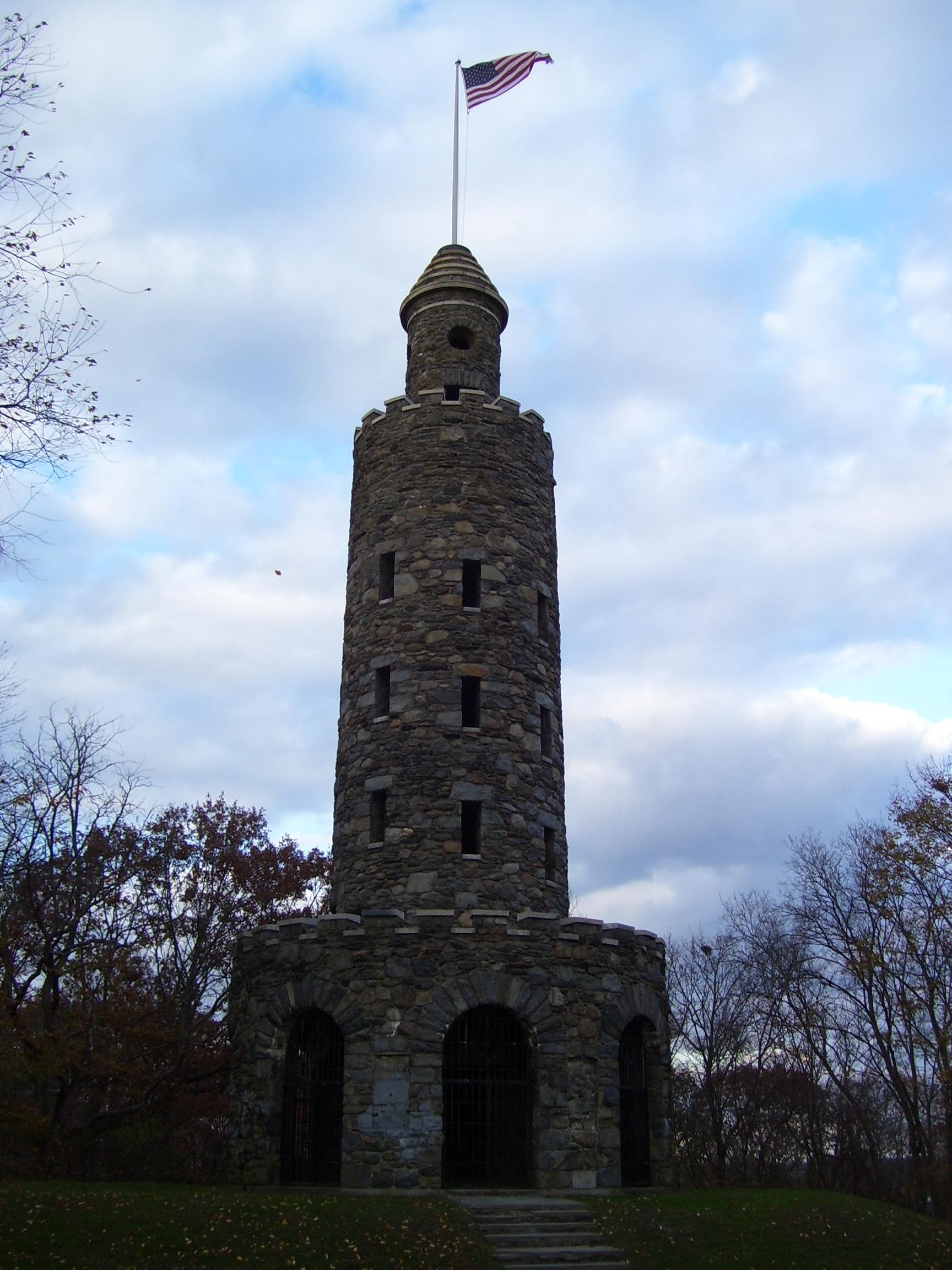
Weltkriegsdenkmal
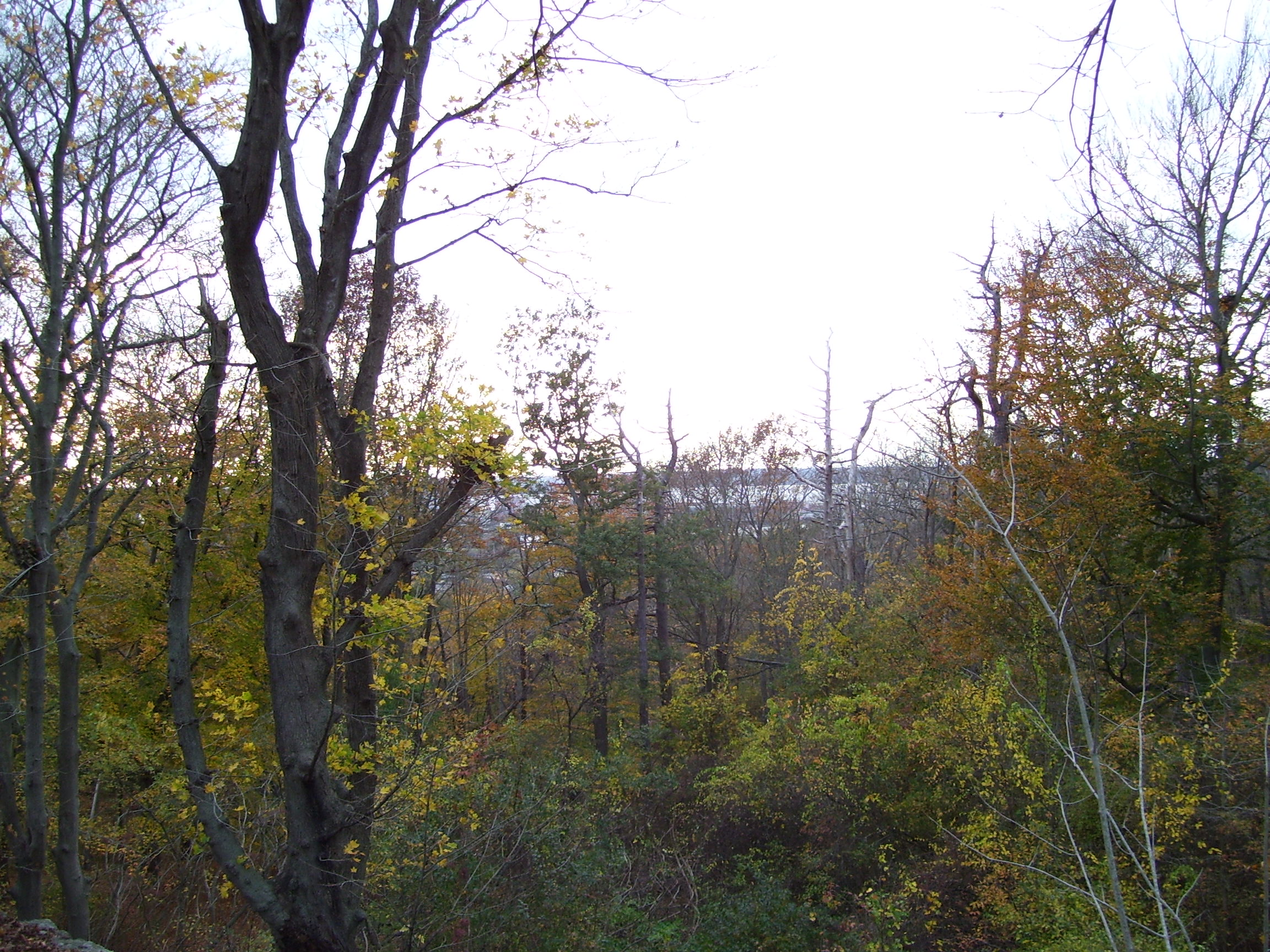
Blick auf die Narragansett Bay vom Hügel